# John Wilkes
John Wilkes (17 de octubre de 1725 — 26 de diciembre de 1797) fue un periodista, político radical y parlamentario inglés que se popularizó por su defensa del derecho de los electores para determinar sus representantes en la Cámara de los Comunes británica y en 1771 por el derecho de los editores y periodistas para poder publicar al pie de la letra las intervenciones de los debates parlamentario, introduciendo a final del siglo XVIII la opinión pública y el radicalismo modernos.

## Biografía
Nacido en Clerkenwell, Londres, era el segundo de los seis hijos de Israel Wilkes, de profesión destilador. John Wilkes se educó inicialmente en Hertford y más tarde acudió a la Universidad de Leiden, en Holanda. En 1747 se casó con Mary Meade, acomodada terrateniente en el condado de Buckinghamshire, con quien tuvo una hija, Polly a quien siempre dedicó una gran atención. Su matrimonio le proporcionó un ascenso social y unos recursos económicos con los que iniciaría su carrera política. Wilkes y Mary se separaron en 1756. Wilkes nunca se volvió a casar y durante muchos años mantuvo fama de libertino. Fue miembro de "Los caballeros de San Francisco de Wycombre", también conocido con el Hellfire Club o Medmenham Monks. El club incluía muchos miembros distinguidos como John Montagu, cuarto conde de Sandwich y Sir Francis Dashwood. Wilkes fue el instigador de una broma que pudo haber causado su disolución, llevó un babuino con capa y cuernos a una ceremonia del club causando un profundo caos en la misma. Wilkes también era bien conocido por el ingenio de sus respuestas y su rapidez para responder al insulto.

## Carrera política

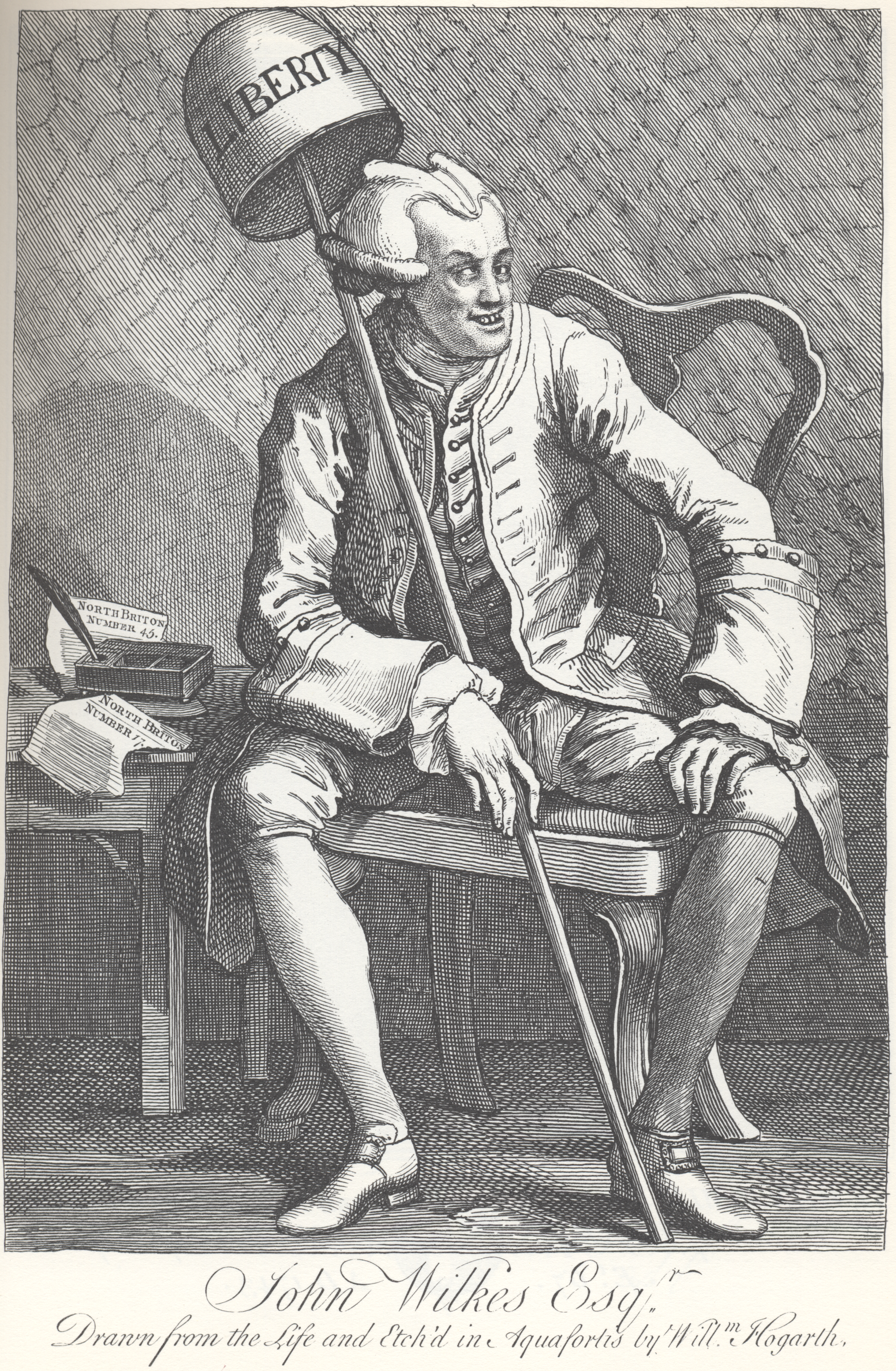
Un grabado satírico de Wilkes obra de William Hogarth, que lo muestra con dos ediciones de su "North Briton": Los números 17 (en el que atacaba, entre otros, a Hogarth) y el famoso 45.

En 1757 fue elegido parlamentario por primera vez, fue inicialmente partidario de William Pitt (el Viejo). Cuando en 1762, el escocés John Stuart (conde de Bute) pasó a ser jefe del gobierno, Wilkes inició una publicación semanal de carácter radical para atacar al conde. El nombre de la publicación, The North Briton (en referencia a Escocia, origen de Bute) suponía una sátira del nombre del periódico del conde de Bute, denominado "The Briton". 
Bute renunció en 1763 después de un breve estancia en el poder, pero Wilkes se mantuvo igualmente opuesto a su sucesor, George Grenville. En 1763, Wilkes fue acusado de difamación por los ataques lanzados en su periódico contra el rey Jorge III por el respaldo de éste a la aprobación del Tratado de París durante su discurso de apertura del Parlamento. 
El rey se sintió insultado personalmente y el 30 de abril se dictaron órdenes para el arresto de Wilkes y sus editores. Fueron detenidas cuarenta y nueve personas incluyendo al propio Wilkes quien ganó un considerable apoyo popular al afirmar la inconstitucionalidad de las órdenes dictadas y fue pronto libertado en virtud de sus privilegios como parlamentario. Wilkes inició igualmente una demanda contra los que ordenaron su arresto. Como consecuencia de este episodio, la gente cantaba "Wilkes, Libertad y número 45", refiriéndose a su periódico.
En 1764 fue acusado de la publicación de un poema de carácter pornográfico por lo que huyó a Francia. En 1768 volvió a Inglaterra con la intención de presentarse de nuevo al Parlamento, no fue arrestado porque el Gobierno no quería aumentar su apoyo popular, resultando elegido diputado por Middlesex, donde se localizaban la mayor parte de sus seguidores. Tras la elección se entregó a las autoridades judiciales, siendo condenado a dos años de prisión.

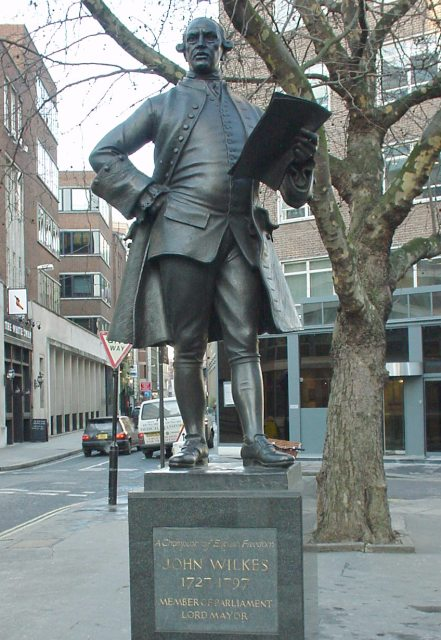
Estatua de John Wilkes, Londres.

Wilkes fue expulsado del Parlamento en febrero de 1769, con el argumento de que en el momento en que volvió al país un año antes, estaba fuera de la ley. Fue reelegido de Middlesex en el mismo mes, para ser expulsado y reelegido en marzo. En abril, después de haber sido expulsado y ganar la elección de nuevo, el Parlamento declaró ganador a su oponente, Henry Luttrell. Wilkes finalmente logró convencer al Parlamento de suprimir las resoluciones contra él. 
En el Parlamento condenó la política del gobierno hacia los Estados Unidos durante la Revolución Americana y presentó sin éxito al Parlamento, uno de los primeros proyectos de ley radicales. Se caracterizó por su lucha en variadas causas, la libertad de prensa para la publicación de debates parlamentarios, la reforma y ampliación del sistema electoral. En 1774 fue elegido alcalde de Londres. En 1780 fue protagonista de la represión, durante los disturbios anticatólicos que se llevaron a cabo en la ciudad de Londres, conocidos como Gordon Riots, lo que le supuso la pérdida de su popularidad. El creciente conservadurismo de sus últimos años lo alejó del radicalismo y le costó la pérdida de su asiento en el Parlamento en las elecciones de 1790, tras lo que se retiró de la política.

### Libertad de prensay radicalismo
En 1771 se votó en el Parlamento la ley sobre publicidad de las discusiones parlamentarias de la que Wilkes era ferviente defensor y que autorizaba la reproducción literal de las intervenciones parlamentarias. Con esta ley los periódicos comienzan a enviar reporteros a las sesiones de los Comunes y a publicar artículos. Los medios más cultivados pasan a conocer los asuntos públicos, que en el resto de Europa son materia celosamente reservada al rey y a los que lo rodean. Se puede hablar de forma general de la aparición de nuevos procedimientos de lucha política y de la formulación de nuevas ideas, se organizan las primeras reuniones políticas públicas y se defiende en ellas la noción del mandato imperativo, es decir, el derecho de los electores a indicar a su mandatario la política a seguir, lo que supone el nacimiento del movimiento político radical

## Enlaces
- John Wilkes na Encyclopedia Britannica
- Caricatura de la victoria electoral de Wilkes en 1769

- Datos: Q333127
- Multimedia: John Wilkes / Q333127